# フェリーすみよし
フェリーすみよしは、名門大洋フェリーが運航していたフェリー。

## 概要
名門カーフェリーの大阪航路用として尾道造船で建造され、1973年3月に大阪 - 新門司航路に就航した。
1984年12月、名門カーフェリーと大洋フェリーの統合により、名門大洋フェリーに継承され、運航を継続した。
1992年、フェリーおおさか、フェリーきたきゅうしゅうの就航により引退した。
その後、海外売船され、フィリピンのスーパーフェリーでSuperFerry 2として就航した。
リブランドされ2GOによる運航となりSt. Thomas Aquinasとして運航されていたが、2013年8月16日、セブ島沖で貨物船と衝突して沈没した。 61 名が死亡、59名が行方不明となり、750名が救助された。

### 航路
名門カーフェリー・名門大洋フェリー
- 大阪南港 - 新門司港

就航当初は隔日運航、フェリーはこざきの就航により毎日運航となった。

## 事故・インシデント

### タンカーとの衝突
1991年4月27日、0時18分ごろ、大阪南港から新門司港へ向かっていた本船は、来島海峡の西口、来島梶取ノ鼻灯台の北方約4,450メートルの地点で小型タンカー第十八鶴汐丸と衝突した。鶴汐丸の船首が本船の右舷後部に後方から約80度の角度で衝突、本船は右舷後部の外板に小破口を伴う凹損を生じ、第十八鶴汐丸は左舷船首部が圧壊した。事故発生当時、天候は霧で風はほとんどなく、視程は約100メートルであった。事故原因は、霧のため視界が著しく制限された状況で航行中、本船が全速力で進行し、第十八鶴汐丸と著しく接近する状況となっても速力を落とさず右転したこととされたが、第十八鶴汐丸が、本船と著しく接近する状況となった際、減速せず右転したこともその一因とされた。